# Distretto di Fengfengkuang
Il distretto di Fengfengkuang (峰峰矿区S, Fēngfēng KuàngqūP) è un distretto della Cina, situato nella provincia di Hebei e amministrato dalla prefettura di Handan.